# Keepers
Keepers o Keepers, el misteri del far (originalment en anglès, The Vanishing) és una pel·lícula escocesa de thriller psicològic del 2018 dirigida per Kristoffer Nyholm i amb guió de Celyn Jones i Joe Bone. És protagonitzada per Gerard Butler i Peter Mullan. S'ha doblat i subtitulat al català oriental amb el nom de Keepers. També s'ha editat un doblatge en valencià per a À Punt sota el títol de Keepers, el misteri del far.

## Sinopsi
Tres faroners arriben a una illa abandonada. En Thomas, en James i en Donald comencen la seva rutina, fins que quelcom d'inesperat té lloc: es troben amb una cosa estranya, quelcom que no és exactament el que un faroner ha de vigilar. Les coses es compliquen quan veuen un vaixell que podria tenir totes les respostes.

## Repartiment
- Gerard Butler: James Ducat
- Peter Mullan: Thomas Marshall
- Ólafur Darri Ólafsson: Boor
- Connor Swindells: Donald MacArthur
- Søren Malling: Locke
- Gary Lewis: Kenny